# Estación Trigal
Trigal fue un paradero ferroviario ubicado en la comuna chilena de Traiguén, en la Región de la Araucanía, que formó parte del Ramal Renaico-Traiguén.
- Datos: Q5845210